# 阳吉察儿
阳吉察儿（蒙古语轉寫：Yangičar），蒙古帝国皇族，窝阔台之孙海都的次子。其兄察八儿失势后，他一度登上窝阔台汗国的君主之位，但最终与察八儿等兄弟一同流亡元朝后去世。

## 生平
《史集》中未提及他的母亲姓名及出身部族，相关细节不详。因“身材魁伟而有才干”，海都十分疼爱阳吉察儿。海都在世时，阳吉察儿被派往与斡兒答兀鲁思（术赤兀鲁思左翼）对峙的最前线。海都担心斡儿答兀鲁思君主伯颜与元朝、伊利汗国联合，损害窝阔台汗国的利益，于是派阳吉察儿、沙哈、脱列帖木儿、明里帖木儿四位王子驻守边境。阳吉察儿等人的派遣与金帐王族古卜鲁克反叛伯颜相关，元朝方面也派土土哈、玉哇失等将领到西伯利亚与窝阔台汗国军队交战，即亦必兒失必兒之戰。
1301年，海都因在迭怯里古之战中受伤去世，窝阔台汗国陷入混乱。海都本属意儿子斡罗思为继承人，但察合台汗国君主都哇却支持庶长子察八儿。1303年，察八儿在都哇的支持下于额敏河即位。对此，本应继承汗位的斡罗思、以战士闻名的妹妹忽秃伦，以及贵由家族的秃苦灭等人，指责察八儿的即位“违背海都的意愿和命令”，双方陷入内战。都哇拥立察八儿，旨在引发窝阔台家族内部矛盾以削弱其势力，进而让察合台家族掌握窝阔台汗国的主导权，而斡罗思与察八儿的争斗正中都哇下怀。
1304年，都哇与长期敌对的元朝单独议和。1306年，在海山率领的元军与都哇军队的夹击下，在也儿的石河之战，大部分窝阔台系诸王被俘，仅察八儿、斡罗思、秃苦灭、阳吉察儿等人逃脱，暂居中亚。几乎失去所有属民的察八儿等人无奈向察合台家族的都哇投降。同年，都哇在库纳斯草原召开忽里勒台大会，废黜察八儿，确立了自己作为海都继承人及中亚统治者的地位。据《完者都史》记载，此时都哇让阳吉察儿登上“海都汗国君位”，但显然这只是个没有实权的傀儡君主。该史料还称，当时杨吉察儿被嘲笑为“仅有名义的王”。1307年都哇去世，其子宽阇即位仅一年便猝死，远亲塔里忽继位，与都哇的儿子们爆发内战。察八儿趁机联合阳吉察儿、斡罗思、秃苦灭等窝阔台家族残余势力起兵，一度取代塔里忽的怯别。但怯别在元朝支持下重整旗鼓，察八儿等人战败。当时元武宗皇帝海山发出邀请，察八儿等人决定流亡元朝。《完者都史》记载，察八儿等人用一千二百匹驿马抵达元武宗麾下，但到达大都时，阳吉察儿被毒药毒死。